# HD 9612
HD 9612，又名BD+73 81，SAO 4448、HR 449，是一颗恒星，视星等为6.58，位于銀經126.09，銀緯11.71，其B1900.0坐标为赤經1h 29m 9.4s，赤緯+73° 11.71′ 23″。